# Nella tempesta
Nella tempesta (Tempest) è un film del 1928 diretto da Sam Taylor.

## Riconoscimenti
- 1929 - Premio Oscar
  - Oscar alla migliore scenografia (William Cameron Menzies)